# Kangarosa nothofagus
Kangarosa nothofagus Framenau, 2010 è un ragno appartenente alla famiglia Lycosidae.

## Etimologia
Il nome proprio della specie è in riferimento al genere Nothofagus (o faggio australe), genere di piante proprie dell'emisfero australe, presente nell'habitat di rinvenimento di questa specie di ragni.

## Caratteristiche
L'olotipo maschile rinvenuto ha lunghezza totale è di 11,88mm; la lunghezza del cefalotorace è di 6,25mm, e la larghezza è di 4,25mm.
Il paratipo femminile rinvenuto ha lunghezza totale è di 14,50mm; la lunghezza del cefalotorace è di 6,63mm, e la larghezza è di 4,63mm.

## Distribuzione
La specie è stata reperita in Australia meridionale: 0,4 chilometri a nordovest della località di Triplet Falls, sulla Young Creek Road che attraversa le Otway Ranges, all'interno del Great Otway National Park, appartenente alla parte meridionale dello stato di Victoria.

## Tassonomia
Al 2017 non sono note sottospecie e dal 2010 non sono stati esaminati nuovi esemplari.